# Chiara Pellacani
Chiara Pellacani (Roma, 12 settembre 2002) è una tuffatrice italiana.

## Carriera

### Nazionale giovanile
A partire dalla stagione agonistica 2015-2016 fa parte della nazionale italiana giovanile di tuffi. Ai Campionati europei giovanili di tuffi 2016 di Fiume vince la medaglia d'argento nella prova a squadre Jump Event e la medaglia di bronzo nella gara dal trampolino 1 metro, categoria B.
Partecipa ai Campionati Mondiali giovanili di tuffi di Kazan' nel 2016, sempre nella categoria B, gareggiando in cinque specialità e qualificandosi in ben quattro finali mondiali: si classifica infatti ottava nella gara dal trampolino 1 metro, undicesima nella gara dal trampolino 3 metri, quattordicesima (unica finale mancata) nella gara dalla piattaforma, quindicesima nella gara sincronizzata dal trampolino 3 metri e nona nella prova a squadre.
Ai Campionati europei giovanili di tuffi 2017 di Bergen vince la medaglia d'oro nella gara dal trampolino 3 metri, categoria B, e la medaglia di bronzo nella prova a squadre Jump Event.
Nel 2018 conquista la qualificazione per l'Italia ai Giochi olimpici giovanili di Buenos Aires 2018 centrando la finale mondiale sia dal trampolino 3 metri, sia dalla piattaforma, ai Mondiali giovanili di tuffi 2018.
Ai Campionati europei giovanili di tuffi 2019 di Kazan' vince la medaglia di bronzo nella gara dal trampolino 1 metro, categoria A, classificandosi poi al quarto posto sia da 3 metri sia dalla piattaforma.

### Nazionale

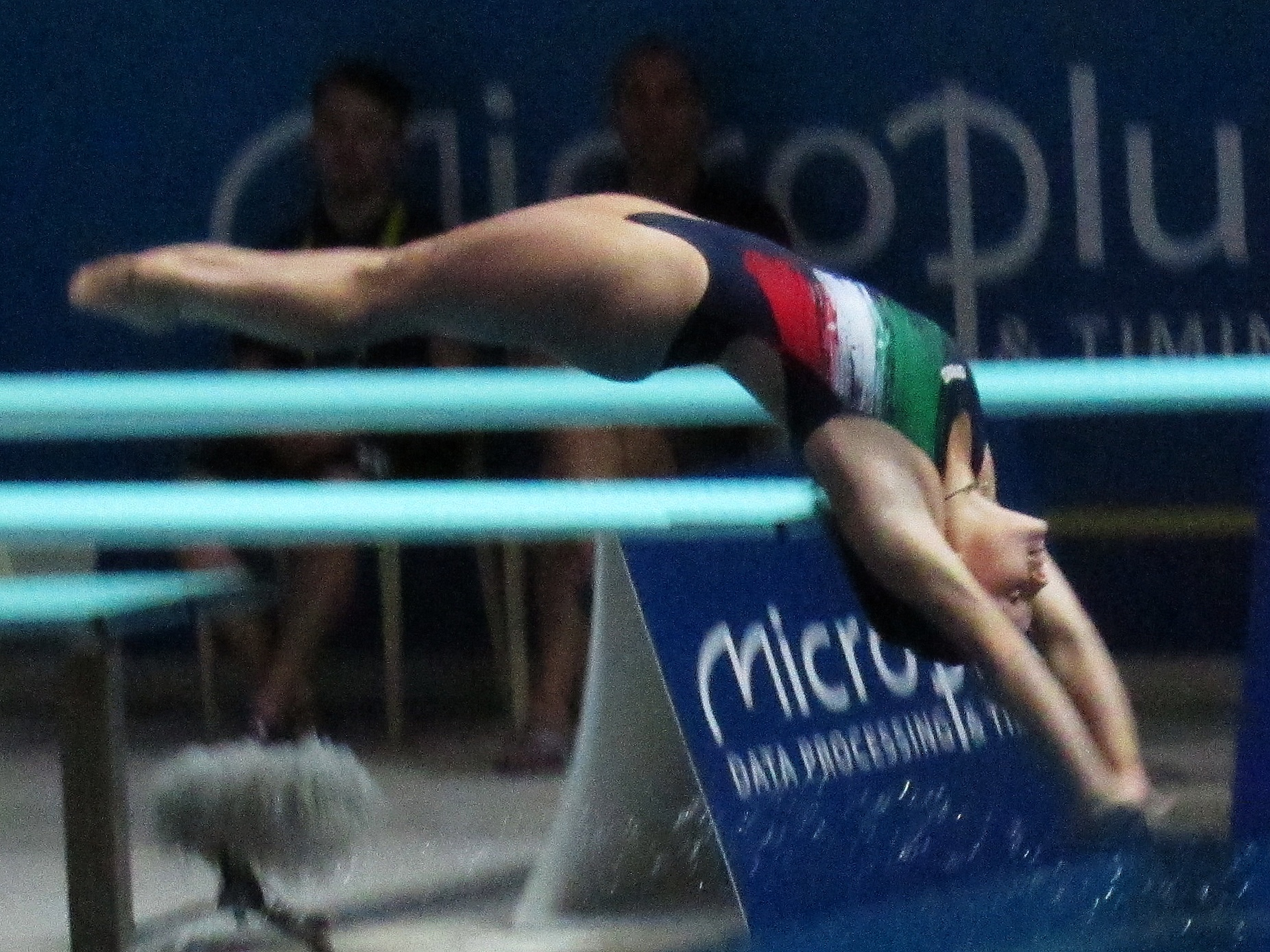
La Pellacani ai Campionati europei di Kiev 2019

Ai Campionati europei di tuffi 2017, disputatisi a Kiev, fa il suo esordio in nazionale maggiore a soli 14 anni; in questa occasione si classifica al quarto posto nella gara sincronizzata dalla piattaforma, in coppia con Noemi Batki, e al quinto nella competizione a squadre Team Event, in coppia con Vladimir Barbu. Si qualifica inoltre alla finale individuale dal trampolino 1 metro, classificandosi al decimo posto.
Partecipa ai Campionati mondiali di Budapest 2017, dove si classifica all'undicesimo posto nella gara dalla piattaforma sincronizzata con Noemi Batki e al 31º posto nella gara individuale dal trampolino 1 metro.
Torna ad essere convocata per gli impegni internazionali del 2018, prendendo parte alla Coppa del mondo di tuffi 2018 di Wuhan: si qualifica in finale nelle specialità sincronizzate, classificandosi all'ottavo posto sia dal trampolino 3 metri con Elena Bertocchi, sia dalla piattaforma con Noemi Batki; partecipa anche all'eliminatoria individuale dal trampolino 3 metri, chiudendo al 27º posto.
Agli europei di nuoto di Glasgow 2018, a soli 15 anni e 11 mesi, vince la medaglia d'oro nella gara sincronizzata dal trampolino 3 metri, in coppia con Elena Bertocchi. Nella stessa edizione si classifica al quarto posto nella gara sincronizzata dalla piattaforma, in coppia con Noemi Batki, e al settimo posto nella finale individuale dal trampolino 3 metri.
Agli europei di tuffi di Kiev 2019 conquista la sua seconda medaglia d'oro continentale nella gara sincronizzata dalla piattaforma 10 metri, in coppia con Noemi Batki.
Partecipa all'edizione 2021 della Coppa del mondo di tuffi, valida per le qualificazioni ai Giochi della XXXII Olimpiade, classificandosi ventinovesima nella gara individuale da 3 metri e nona in quella sincronizzata dalla piattaforma, in coppia con Noemi Batki. Tuttavia vince la medaglia di bronzo nella gara sincronizzata dal trampolino 3 metri, in coppia con Elena Bertocchi: la coppia ottiene altresì la qualificazione olimpica.
Agli europei di nuoto di Budapest 2020, disputati a maggio 2021 alla Duna Aréna, ha vinto cinque medaglie: la medaglia d'argento nella prova mista a squadre, gareggiando con Riccardo Giovannini, Andreas Sargent Larsen e Sarah Jodoin Di Maria, terminando alle spalle della Russia (Kristina Il'inych, Evgenij Kuznecov, Ekaterina Beliaeva, Viktor Minibaev) di 3,80 punti; la medaglia di bronzo nella gara dal trampolino 1 metro alle spalle di Elena Bertocchi e Michelle Heimberg; la medaglia d'oro nella gara sincronizzata mista da 3 metri, gareggiando in coppia con Matteo Santoro; la medaglia d'argento nella gara dal trampolino 3 metri, classificandosi seconda dietro Tina Punzel; e la medaglia d'argento nella gara sincronizzata da 3 metri, nuovamente in coppia con Elena Bertocchi, ad appena 9 centesimi dall'oro andato alla coppia tedesca. Sempre con la compagna di squadra partecipa alle Olimpiadi di Tokyo, classificandosi settima nel sincro 3 metri.
Nel 2022 e nel 2023 frequenta la Louisiana State University, mentre per gli ultimi due anni accademici si trasferisce alla University of Miami.
Nel 2022 a Budapest conquista la sua prima medaglia mondiale, ottenendo l'argento nel sincro 3m misto (insieme a Matteo Santoro). Ai successivi europei casalinghi di Roma, disputatisi nello stesso anno, riesce invece ad andare a medaglia in tutte le gare che la vedevano protagonista, racimolando un bottino di due ori, un argento e due bronzi. Nel 2023 vince due medaglie di bronzo ai mondiali di Fukuoka, nel sincro 3 metri in coppia con Elena Bertocchi e nel sincro 3 metri misto insieme a Matteo Santoro. Nel 2024 vince la medaglia d'argento ai mondiali di Doha nel sincro 3 metri misto sempre in coppia con Santoro.
Ai Giochi olimpici di Parigi 2024 ottiene due quarti posti, rispettivamente nel trampolino 3 metri e nella prova di sincro in coppia con Elena Bertocchi. L'anno successivo, agli europei di Antalya, vince la medaglia d'oro nel trampolino da 1 metro, l'argento nel sincro 3 metri misto insieme a Santoro e il bronzo nella prova a squadre. Prende poi parte ai mondiali di Singapore, dove il 26 luglio sale sul terzo gradino del podio nel trampolino 1 metro alle spalle dell'australiana Maddison Keeney e della cinese Li Yajie: in questo modo conquista la sua prima medaglia in una gara individuale nella competizione, terza italiana della storia a riuscirci dopo Tania Cagnotto ed Elena Bertocchi. Il 30 luglio, invece, vince in coppia con Matteo Santoro il sincro 3 metri misto, ottenendo così il suo primo oro mondiale. Chiude la rassegna iridata, il 2 agosto, con un altro bronzo nel trampolino 3 metri, dietro le cinesi Chen Yiwen e Chen Jia.

## Palmarès
- Mondiali

Budapest 2022: argento nel sincro 3m misto.
Fukuoka 2023: bronzo nel sincro 3m e nel sincro 3m misto.
Doha 2024: argento nel sincro 3m misto.
Singapore 2025: oro nel sincro 3m misto, bronzo nel trampolino 1m e nel trampolino 3m.
- Europei

Glasgow 2018: oro nel sincro 3m.
Kiev 2019: oro nel sincro 10m.
Budapest 2020: oro nel sincro 3m misto, argento nel trampolino 3m, nel sincro 3m e nella squadra mista, bronzo nel trampolino 1m.
Roma 2022: oro nella squadra mista e nel trampolino 3m, argento nel sincro 3m, bronzo nel trampolino 1m e nel sincro 3m misto.
Antalya 2025: oro nel trampolino 1m, argento nel sincro 3m misto, bronzo nella squadra mista.
- Giochi europei

Cracovia 2023: oro nel trampolino 3m e nel sincro 3m misto, argento nella squadra mista, bronzo nel sincro 3m.
- Europei giovanili

Fiume 2016: argento nella prova a squadre, bronzo nel trampolino 1m.
Bergen 2017: oro nel trampolino 3m, bronzo nella prova a squadre.
Kazan' 2019: bronzo nel trampolino 1m.

## Riconoscimenti
- LEN Award: 2022